# Regina Lake Centre (circonscription saskatchewanaise)
Pour les articles homonymes, voir Regina (homonymie).
Circonscription électorale provinciale du Canada
Regina Lake Centre est une ancienne circonscription électorale provinciale de la Saskatchewan au Canada. Elle est représentée à l'Assemblée législative de la Saskatchewan de 1991 à 1995.

## Géographie
La circonscription comprenait une partie de la ville de Regina.

## Liste des députés
| Parlement                                                                         | Années                                                                  | Député                                                                  | Député                                                                  | Parti                                                                   |
| Regina Lake Centre                                                                | Regina Lake Centre                                                      | Regina Lake Centre                                                      | Regina Lake Centre                                                      | Regina Lake Centre                                                      |
| Circonscription issue de Regina Lakeview, Regina Centre et Regina South           | Circonscription issue de Regina Lakeview, Regina Centre et Regina South | Circonscription issue de Regina Lakeview, Regina Centre et Regina South | Circonscription issue de Regina Lakeview, Regina Centre et Regina South | Circonscription issue de Regina Lakeview, Regina Centre et Regina South |
| --------------------------------------------------------------------------------- | ----------------------------------------------------------------------- | ----------------------------------------------------------------------- | ----------------------------------------------------------------------- | ----------------------------------------------------------------------- |
| 22e                                                                               | 1991–1995                                                               |                                                                         | Joanne Crofford                                                         | Néo-démocrate                                                           |
| Circonscription dissoute parmi Regina Lakeview, Regina Centre et Regina Northeast |                                                                         |                                                                         |                                                                         |                                                                         |